# Skála Foúrkas
Skála Foúrkas (Skala Fourkas) är en ort i Grekland.   Den ligger i prefekturen Chalkidike och regionen Mellersta Makedonien, i den nordöstra delen av landet, 230 km norr om huvudstaden Aten. Skála Foúrkas ligger 3 meter över havet och antalet invånare är 536.
Terrängen runt Skála Foúrkas är varierad. Havet är nära Skála Foúrkas åt sydväst.  Närmaste större samhälle är Kassandra, 6,1 km norr om Skála Foúrkas. 